# Night Shift
Night Shift — вбудована функція програмного забезпечення iOS і macOS. Вона зʼявилася у 2016—2017 роках в iOS 9.3 та в macOS Sierra 10.12.4. Ця функція змінює колірну температуру дисплея в бік жовтуватої частини колірного спектру, що зменшує частину синього світла на екрані. Apple стверджує, що ця функція може допомогти користувачам краще спати, фільтруючи сині хвилі світла на дисплеї, які пригнічують біосинтез мелатоніну. Функція схожа на функціональність, яку надає програма f.lux.

## Ефективність
У дослідженні 2021 року на 167 студентах коледжу було показано, що зміна колірної температури дисплея з синього на жовтий (без затемнення екрана) не впливає на результати сну (затримка сну, тривалість, ефективність і пробудження після настання сну) та цього недостатньо для запобігання впливу на пригнічення мелатоніну. У мишей жовті кольори порушували роботу біологічного годинника миші більше, ніж такі ж яскраві сині кольори.

## Сумісність
Функція Night Shift сумісна з усіма 64-бітними пристроями iOS з операційною системою iOS 9.3 або пізнішої версії, а також з комп'ютерами Mac 2012 року або новіших моделей з операційною системою macOS Sierra 10.12.4 або пізнішої версії.

## Функціональність
Функцію можна ввімкнути в Параметрах (в iOS) і в Системних параметрах (в macOS), а також увімкнути або вимкнути вручну в Центрі сповіщень (в macOS) або в Центрі керування (в iOS). Функцію можна ввімкнути або вимкнути за допомогою Siri в iOS і macOS. Функцію можна налаштувати так, щоб вона вмикалася на заході сонця та вимикалася на сході сонця (за замовчуванням) або вмикалася й вимикалася за власним розкладом. Якщо функція вмикається на заході й вимикається на сході сонця, вона покладається на приблизне місцезнаходження користувача, щоб визначити час заходу та сходу сонця. Користувач також може налаштувати інтенсивність Night Shift в Параметрах (iOS) або Системних параметрах (macOS).